# 2,4,5-T
Ácido 2,4,5-Triclorofenoxiacético ou simplesmente 2,4,5-T é um composto organoclorado de formula {\displaystyle {\ce {C8H5Cl3O3}}} é um composto cristalino branco sem cheiro quando puro, quando impuro possui um cheiro de vinagre e com cristais de coloração amarelada, laranja para marrom, seu ponto de ebulição o decompõe, podendo ser destilado a vácuo, é um agente insolúvel e água entrando em hidrólise ao passar de dias, o agente em ambiente é bem persistente podendo ficar por vários dias, semanas ou até meses.

## Exposição[1][2][3][4]
Exposição ao agente pode causar em curto prazo tonturas, náuseas, dor de cabeça,fraqueza, dor abdominal, hipotensão, lesão renal e hepática, em médio prazo pode levar o vomito, convulsões e ao coma e em longo prazo a Cloracne. O ácido entra em contato com a água dos tecidos, reage com ela e produz Cloreto de hidrogênio, o 2,4,5-T  não é classificado como agente carcinogênico por diversas entidades. Porém uma impureza presente nele, a Dioxina, ela pode ser a causa de varias relações do 2,4,5-T em causar câncer. 

### Efeito biológico[5]
Os agentes Aromáticos halogenados são altamente solúveis em gordura e tendem a impregnar-se nela, por ser um agente halogenado ele acaba  agindo como um Hapteno e ativando vários receptores que possuem o papel de proliferar macrófagos o que causa em um aumento de neutrófilos(neutrofilia) e levando a uma resposta inflamatória generalizada na pele.

### Tratamento
Pessoas intoxicadas pelo agente ou que teve contato com ele devem retirar as roupas e se lavar em água corrente ou lavar a parte exposta. Infecções pela cloracne devem ser tratadas com isotretinoína e sintomático mas o tratamento pode ser difícil já que a cloracne resiste a entrada de agentes na região.

## Degradação
O 2,4,5-T possui ligação com fenóxiacético que é neutralizado em reação com bases, as ligações C-Cl são quebradas com bases também, porém, mesmo o Cloreto o grupo labil, sua ligação com o anel aromático é mais estável em o fenóxiacético. 2.4.5-T é resistente a hidrólise com a água em temperatura ambiente.

## Usos
Era o principal composto ativo no conhecido agente laranja, muito usado na guerra do Vietnã, juntamente com o napalm. Duas armas altamente mortais. O uso de ambas foi proibido pela crueldade das consequências que provoca. 